# Kintail
Le Kintail, en gaélique écossais Cinn Tàile, est un massif montagneux des Highlands en Écosse, dans le Nord du Royaume-Uni. La partie orientale du massif constitue les Five Sisters of Kintail, en gaélique écossais Còig Peathraichean Chinn Tàile, en français « Cinq Sœurs du Kintail », composé de cinq sommets. Ils culminent entre 875 et 1 068 mètres d'altitude au Sgùrr Fhuaran, point culminant du Kintail.
Le massif est délimité au sud par le glen Shiel, la vallée reliant le loch Cluanie au loch Duich et empruntée par la route A87, à l'ouest par le loch Duich, à l'est par la vallée An Caorann Mòr et au nord par les vallées Strath Croe et Gleann Gaorsaic.

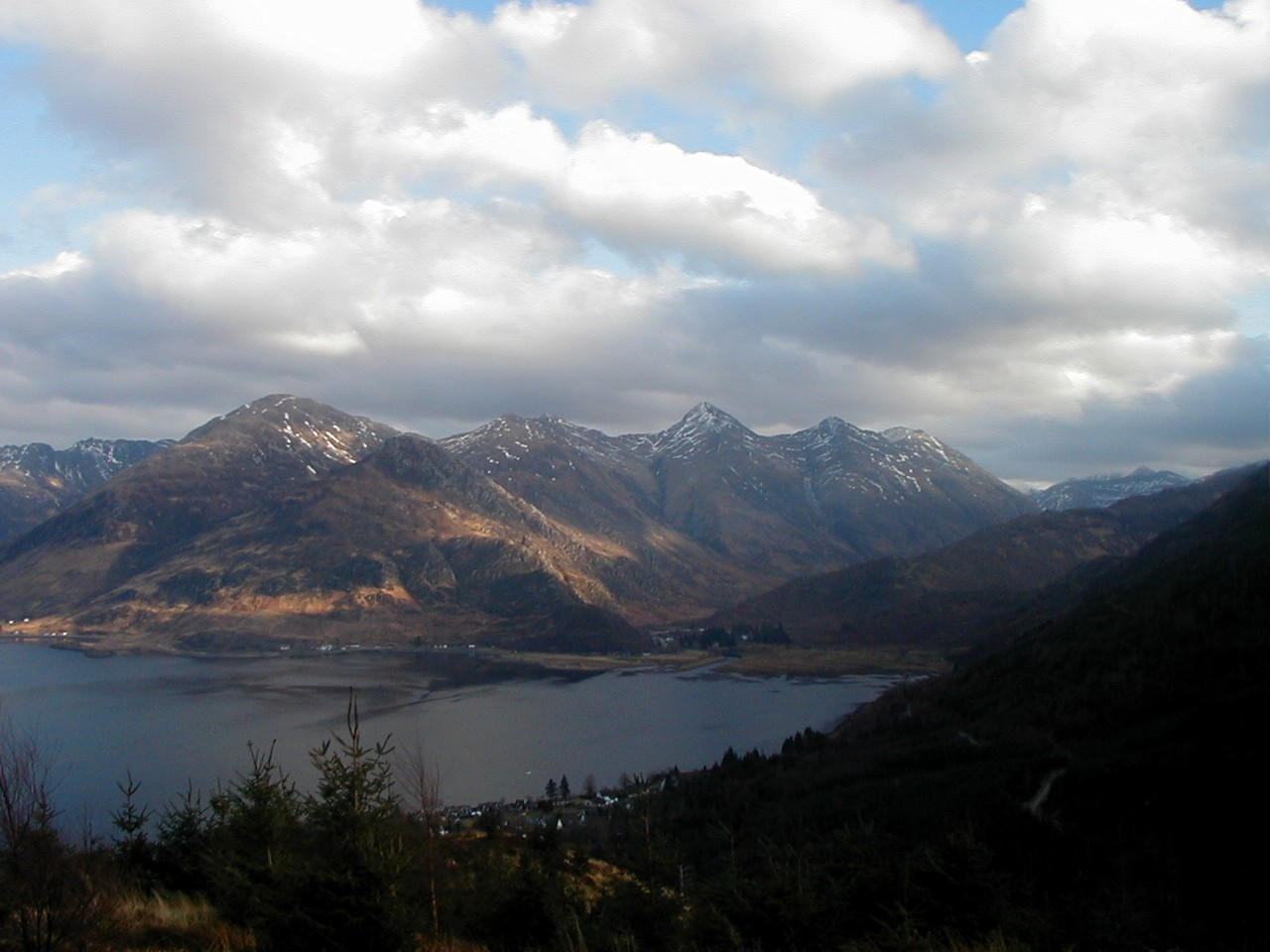
Vue des Five Sisters of Kintail dominant le loch Duich.